# Karolinai fecske
A karolinai fecske avagy lilászöld fecske (Tachycineta thalassina) a madarak osztályának a verébalakúak rendjébe, ezen belül a fecskefélék (Hirundinidae) családjába tartozó faj.

## Rendszerezése
A fajt Louis Pierre Vieillot francia ornitológus írta le 1808-ban, a Hirundo nembe Hirundo thalassinus néven.

## Alfajai
- Tachycineta thalassina thalassina  (Swainson, 1827) – költési területe dél-Alaszka, nyugat-Kanada, nyugat-Amerikai Egyesült Államok, északnyugat-Mexikó, télen nyugat-Mexikótól Costa Ricáig;
- Tachycineta thalassina brachyptera (Brewster, 1902) – északnyugat-Mexikó.

## Előfordulása
Alaszkától az Amerikai Egyesült Államok nyugati részén keresztül Mexikóig fészkel, telelni délre vonul, eljut Dél-Amerika északi részéig.
Természetes élőhelyei a mérsékelt övi erdők, szubtrópusi és trópusi hegyi esőerdők, füves puszták, cserjések, sivatagok és tengerpartok.

## Megjelenése
Testhossza 12–13 centiméter, testtömege 14–16 gramm.
|  |  |  |

## Életmódja
Rovarokkal táplálkozik.

### Szaporodása
Fészkét faüregbe vagy hasadékba építi, néha kis telepekben. Fészekalja 4-6 tojásból áll.
|  |

## Természetvédelmi helyzete
Az elterjedési területe rendkívül nagy, egyedszáma pedig növekszik. A Természetvédelmi Világszövetség Vörös listáján nem fenyegetett fajként szerepel.